# Corte costituzionale della Corea
La Corte costituzionale della Corea (헌법재판소?, 憲法裁判所?, Heonbeop JaepansoLR, Hŏnpŏp Chaep'ansoMR) è un tribunale specializzato indipendente della Corea del Sud, il cui ruolo principale è il controllo della costituzionalità ai sensi della Costituzione della Repubblica di Corea. Ha anche funzioni di diritto amministrativo e su come statuire su controversie di competenza tra enti governativi, pronunciare decisioni finali su impeachment e sentenze sullo scioglimento dei partiti politici.

## Status
La Costituzione garantisce lo status e il potere indipendenti della Corte Costituzionale in un capitolo separato dal potere legislativo, esecutivo e giudiziario. Secondo la separazione dei poteri, la Corte esercita la sua autorità data dalla Costituzione insieme all'Assemblea Nazionale, al Presidente e alla Corte Suprema, rendendola così equiparabile alle altre istituzioni supreme della nazione. Si presume generalmente che la Corte costituzionale in Corea del Sud abbia fatto riferimento principalmente alla Corte costituzionale dell'Austria e alla Corte costituzionale federale della Germania.

## Composizione
Nove giudici, di cui uno eletto Presidente della Corte Costituzionale, formano il Consiglio dei Giudici della Corte, ovvero il supremo organo che prende decisioni riguardante l'amministrazione della Corte Costituzionale. Tutti sono ufficialmente nominati dal Presidente della Repubblica. Tre delle cariche sono nominate direttamente dal Presidente stesso. Delle restanti sei posizioni, tre sono nominate da candidati eletti dal Presidente della Corte Suprema e tre da candidati eletti dall'Assemblea Nazionale. Inoltre, il Presidente della Corte è scelto dal Presidente della Repubblica, con il consenso dell'Assemblea nazionale. È messo in dubbio che tale composizione di giudici possa di fatto garantire la neutralità. Questo perché oltre ai tre giudici, che sono nominati dallo stesso Presidente della Repubblica, ne vengono nominati altri tre dal capo della Corte Suprema, anch'esso nominato dal Presidente; ciò potrebbe significare che il Presidente ha un'influenza diretta o indiretta su sei dei nove giudici. Inoltre, potrebbe sollevare il sospetto che il capo del tribunale nominato dal Presidente possa collaborare con il Presidente stesso.
Ai giudici della Corte costituzionale è vietato aderire a partiti politici e svolgere attività politiche dall'articolo 112, paragrafo 2, della Costituzione. Inoltre, ai giudici della Corte costituzionale è vietato per legge gestire attività commerciali, ricoprire altri uffici pubblici ed essere in altro modo occupati.
I giudici devono andare in pensione all'età di 70 anni.

### Giudici attuali
| Nome                      | Nascita                              | Nominato da   | Recommandato da                                 | Istruzione                    | Inizio e durata del servizio          |
| ------------------------- | ------------------------------------ | ------------- | ----------------------------------------------- | ----------------------------- | ------------------------------------- |
| Yoo Nam-seok (Presidente) | 1º maggio 1957 (anni 68) a Mokpo     | Moon Jae-in   | (Elezione diretta)                              | Università Nazionale di Seul  | 11 novembre 2017 7 anni e 231 giorni  |
| Lee Seon-ae               | 3 gennaio 1967 (anni 58) a Seul      | Hwang Kyo-ahn | Presidente della Corte Suprema (Yang Sung-tae)  | Università Nazionale di Seul  | 29 marzo 2017 8 anni e 93 giorni      |
| Lee Suk-tae               | 17 aprile 1953 (anni 72) a Seul      | Moon Jae-in   | Presidente della Corte Suprema (Kim Myeong-soo) | Università Nazionale di Seul  | 21 settembre 2018 6 anni e 282 giorni |
| Lee Eun-ae                | 21 maggio 1966 (anni 59) a Gwangju   | Moon Jae-in   | Presidente della Corte Suprema (Kim Myeong-soo) | Università Nazionale di Seul  | 21 settembre 2018 6 anni e 282 giorni |
| Lee Jong-seok             | 21 febbraio 1961 (anni 64) a Chilgok | Moon Jae-in   | Assemblea Nazionale (Partito della Libertà)     | Università Nazionale di Seul  | 18 ottobre 2018 6 anni e 255 giorni   |
| Lee Young-jin             | 25 luglio 1961 (anni 63) a Hongseong | Moon Jae-in   | Assemblea Nazionale (Bareunmirae)               | Università di Sungkyunkwan    | 18 ottobre 2018 6 anni e 255 giorni   |
| Kim Ki-young              | 9 aprile 1968 (anni 57) a Hongseong  | Moon Jae-in   | Assemblea Nazionale (Democratico)               | Università Nazionale di Seul  | 18 ottobre 2018 6 anni e 255 giorni   |
| Moon Hyung-bae            | 11 febbraio 1966 (anni 59) a Hadong  | Moon Jae-in   | (Elezione diretta)                              | Università Nazionale di Seul  | 19 aprile 2019 6 anni e 72 giorni     |
| Lee Mi-son                | 18 gennaio 1970 (anni 55) a Hwacheon | Moon Jae-in   | (Elezione diretta)                              | Università Nazionale di Pusan | 19 aprile 2019 6 anni e 72 giorni     |

### Amministrazione della Corte
Gli affari amministrativi della Corte sono gestiti e supervisionati dall'Amministrazione della Corte. Il Segretario Generale, sotto la direzione del Presidente, supervisiona le funzioni amministrative della Corte, dirige e supervisiona gli impiegati pubblici, sotto la sua autorità, e presenzia alle sessioni dell'Assemblea Nazionale o agli incontri di gabinetto per fare dichiarazioni riguardanti le questioni amministrative della Corte. Il Vicesegretario Generale supporta il Segretario Generale e agisce in suo favore se per qualsiasi motivo non è in grado di adempiere ai propri doveri.
L'Amministrazione della Corte è composta dall'Ufficio di Pianificazione e Coordinamento, dall'Ufficio di Gestione Amministrativa, dall'Ufficio degli Affari Giudiziali, dall'Ufficio dell'Informazione e delle Materie e dal Direttore Esecutivo dell'Ufficio della Pubblica Informazione. L'Ufficio di Pianificazione e Coordinamento è responsabile di definire i principali progetti, il piano budget e la contabilità, i lavori di valutazione e revisione, attuare e revisionare le norme della Corte e coordinare relazioni e scambi internazionali. L'Ufficio di Gestione Amministrativa è responsabile di eventi, protocolli, sicurezza del tribunale, direzione della struttura, approvvigionamento, spese, risorse umane e training, nuove strutture ed estensione del tribunale e manutenzione delle strutture. L'Ufficio degli Affari Giudiziali è responsabile di gestire i casi depositati alla Corte, il servizio civile e il rilascio di informazioni al pubblico, del miglioramento o dello sviluppo del sistema di giudizio costituzionale e della conservazione e della gestione degli archivi. L'Ufficio dell'Informazione e delle Materie stila e pubblica materiali riguardo al giudizio costituzionale, supervisiona progetti informatici e gestisce la libreria. Il DIrettore Esecutivo dell'Ufficio della Pubblica Informazione produce e diffonde comunicati stampa, fornisce informazioni su casi ed eventi importanti, genera materiali promozionali e gestisce il programma del tour del tribunale.

### Giudici relatori
I giudici relatori possono servire per mandati rinnovabili di 10 anni e devono andare in pensione a 60 anni. Un giudice relatore appena eletto dovrà prestare servizio nella carica di assistente giudice relatore per tre anni come pubblico ufficiale speciale prima di essere eletto giudice relatore con considerazione del rendimento durante il suddetto periodo. I giudici relatori sono divisi in due gruppi. Uno consiste nei giudici assegnati alla Giustizia responsabili della revisione preliminare dei ricorsi costituzionali e dei casi assegnati alla seduta plenaria. L'altro gruppo è composto da quei giudici non assegnati alla Giustizia e che sono divisi in sottogruppi specializzati in campi specifici.

## Giurisdizione
La Corte Costituzionale ha giurisdizione sulla revisione costituzionale delle leggi, sui ricorsi costituzionali, sulle controversie di competenza tra enti governativi, sull'impeachment di alti funzionari governativi e sullo scioglimento dei partiti politici. Una decisione della Corte Costituzionale sulle suddette questioni vincola tutti gli enti statali e le amministrazioni locali e non può essere impugnata.
La Corte protegge la Costituzione attraverso procedure legali. In corso di giudizio riguardo alla costituzionalità di statuti o leggi, di un impeachment, di uno scioglimento di un partito politico, di conflitti di competenza e di ricorsi costituzionali, la Corte interpreta e applica la Costituzione per trovare soluzione alle dispute costituzionali e prevenire la violazione della stessa.
La Corte garantisce i diritti fondamentali del popolo. Quando un diritto fondamentale viene violato dall'esercizio o non-esercizio del potere governativo, la Corte dichiara questo uso del potere di governo incostituzionale, in modo tale da proteggere i diritti fondamentali. Mentre in altri processi della giurisdizione della Corte, l'Assemblea Nazionale, l'Amministrazione, le corti ordinarie o i governi locali sono i richiedenti, un individuo diventa il richiedente in un ricorso costituzionale quando cerca un rimedio diretto alla violazione di diritti fondamentali. Nel caso in cui una legge si ritenga lesiva di un diritto fondamentale, la Corte dichiara la legge incostituzionale, invalidandola per garantire il diritto fondamentale.
Se la legislatura promulga una legge ritenuta incostituzionale, la Corte la dichiara invalida attraverso un giudizio sulla costituzionalità degli statuti. Può decidere se mettere sotto accusa o meno gli alti funzionari degli organi esecutivi o giurisdizionali che hanno abusato del potere pubblico. Può anche ordinare lo scioglimento di un partito politico se il partito agisce contro l'ordine fondamentale della democrazia.
Gli alti funzionari dell'amministrazione o giudiziari, che non sono soggetti a perseguimento o azione disciplinare sotto il sistema legale generale, possono essere soggetti a processi per messa in stato d'accusa. L'Assemblea Nazionale approva una mozione di impeachment quando i funzionari il cui status è garantito per legge vengono risultano colpevoli di aver commesso un grave reato durante l'esercizio delle loro funzioni ufficiali, e la conseguente decisione di impeachment rimuove la persona dell'ufficio.

## Casi
Il caso trattato dalla Corte Costituzionale è identificato da un numero identificativo nella forma <anno di classificazione - codice del caso - numero progressivo>. Per esempio, il numero identificativo del caso "Caso di Diffamazione ai danni del Presidente", la cui data di sentenza è il 26 dicembre 2013, è "2009Hun-Ma747".
Il codice del caso è composto da due sillabe, la prima delle quali è Hun, che indica che la Corte Costituzionale è responsabile di quel caso. La seconda sillaba può essere Ka, Na, Da, Ra, Ma, Ba, Sa, A: se il caso riguarda il processo di una legge incostituzionale per richiesta della corte, viene assegnata 'Ka', 'Na' è una sentenza su un caso di impeachment, 'Da' è una sentenza di scioglimento di un partito politico, e ‘Ra' è usata per una disputa di Competenza tra agenzie di Stato e governi locali, e tra governi locali. L'Appello Costituzionale secondo l'Articolo 68 (1) della legge dell'Atto della Corte Costituzionale è ‘Ma' e secondo l'Articolo 68 (2) della legge dell'Atto della Corte Costituzionale è ‘Ba'. Inoltre, vari casi di applicazione sono 'Sa' e vari casi speciali sono accompagnati da 'A'.
Il numero progressivo deve essere serializzato in ordine di momento di ricezione del disegno di legge durante l'anno.

### Statistiche
Questa è la tabella aggregata dei casi costituzionali fino al 30 giugno 2021.
| Tipo                         | Tipo                                          | Totale | Costituzionalità degli statuti | Impeachment | Scioglimento di partiti politici | Dispute di competenza | Ricorsi costituzionali | Ricorsi costituzionali | Ricorsi costituzionali |
| Tipo                         | Tipo                                          | Totale | Costituzionalità degli statuti | Impeachment | Scioglimento di partiti politici | Dispute di competenza | Tot. parziale          | §68 I                  | §68 II                 |
| ---------------------------- | --------------------------------------------- | ------ | ------------------------------ | ----------- | -------------------------------- | --------------------- | ---------------------- | ---------------------- | ---------------------- |
| Depositati                   | Depositati                                    | 43.011 | 1.029                          | 3           | 2                                | 117                   | 41.860                 | 33.183                 | 8.677                  |
| Archiviati                   | Archiviati                                    | 41.608 | 969                            | 2           | 2                                | 111                   | 40.524                 | 32.316                 | 8.208                  |
| Respinti dalla giuria        | Respinti dalla giuria                         | 25.517 |                                |             |                                  |                       | 25.517                 | 20.787                 | 4.730                  |
| Decisi dalla seduta plenaria | Incostituzionali                              | 662    | 298                            |             |                                  |                       | 364                    | 116                    | 248                    |
| Decisi dalla seduta plenaria | Non conformi                                  | 266    | 84                             |             |                                  |                       | 182                    | 76                     | 106                    |
| Decisi dalla seduta plenaria | Incostituzionali sotto determinate condizioni | 70     | 18                             |             |                                  |                       | 52                     | 20                     | 32                     |
| Decisi dalla seduta plenaria | Costituzionali sotto determinate condizioni   | 28     | 7                              |             |                                  |                       | 21                     |                        | 21                     |
| Decisi dalla seduta plenaria | Costituzionali                                | 2.901  | 363                            |             |                                  |                       | 2.538                  | 4                      | 2.534                  |
| Decisi dalla seduta plenaria | Confermati                                    | 823    |                                | 1           | 1                                | 19                    | 802                    | 802                    |                        |
| Decisi dalla seduta plenaria | Respinti                                      | 8.097  |                                | 1           |                                  | 28                    | 8.068                  | 8.068                  |                        |
| Decisi dalla seduta plenaria | Archiviati                                    | 2.147  | 75                             |             | 1                                | 45                    | 2.026                  | 1.630                  | 396                    |
| Decisi dalla seduta plenaria | Altri                                         | 10     |                                |             |                                  |                       | 10                     | 8                      | 2                      |
| Decisi dalla seduta plenaria | Ritirati                                      | 1.087  | 124                            |             |                                  | 19                    | 944                    | 805                    | 139                    |
| In sospeso                   | In sospeso                                    | 1.403  | 60                             | 1           |                                  | 6                     | 1.336                  | 867                    | 469                    |

1. ↑  Questo tipo di caso si riferisce alla costituzionalità degli statuti presentati dalle corti ordinarie, ossia qualunque corte che non sia la Corte Costituzionale.
2. ↑  Usate in casi riguardanti la Costituzionalità delle Leggi.
3. ↑  Questa conclusione sta a significare che la Corte riconosce l'incostituzionalità di una legge ma richiede solamente che l'Assemblea Nazionale la revisioni entro un certo periodo. Fino ad allora la legge rimane comunque in vigore.
4. ↑  In casi che mettono in discussione la costituzionalità di una legge, la Corte proibisce un particolare modo di interpretazione della stessa in quanto incostituzionale, mentre altre interpretazioni mantengono la propria costituzionalità.
5. ↑  La legge è costituzionale se interpretata nel modo designato. È l'opposto di "Incostituzionale, sotto determinate condizioni". Entrambe sono considerate decisioni di incostituzionalità parziale.
6. ↑  Questa conclusione è usata quando la Corte accetta un Ricorso Costituzionale che non include un problema di costituzionalità della legge.